# Engelver Herrera
Engelver Leonel Herrera Revolorio (né le 11 mai 1973 à Guatemala City au Guatemala) est un joueur de football international guatémaltèque, qui évolue au poste de défenseur.

## Biographie

### Carrière en sélection
Avec l'équipe du Guatemala, il joue 18 matchs (pour un but inscrit) entre 1995 et 2000. 
Il figure dans le groupe des sélectionnés lors des Gold Cup de 1998 et de 2000.
Il joue également un match face au Belize comptant pour les éliminatoires de la coupe du monde 2002.

## Palmarès
- Champion du Guatemala en 1997, 1998, 1999, 1999 (A) avec le Deportivo Comunicaciones